# Route départementale 19 (Eure-et-Loir)
Pour les articles homonymes, voir Route départementale 19.
Dans le département français d'Eure-et-Loir, la route départementale 19, ou RD 19, relie Jouy, dans la vallée de l'Eure, à Guillonville, où elle rejoint la route départementale 935 en direction de Patay et Saint-Péravy-la-Colombe (Loiret), qui elle-même rejoint la route départementale 955, ancienne route d'Orléans à Saint-Malo.

## Tracé et communes traversées (20)
- Jouy
- Soulaires
- Champseru
- Umpeau
- Oinville-sous-Auneau
- Auneau
- La Chapelle-d'Aunainville
- Denonville
- Mondonville-Saint-Jean
- Louville-la-Chenard
- Levesville-la-Chenard
- Fresnay-l'Évêque
- Trancrainville
- Le Puiset
- Janville
- Santilly
- Baigneaux
- Lumeau
- Terminiers
- Guillonville